# Dayot Upamecano
Dayotchanculle Oswald Upamecano,  detto Dayot (Évreux, 27 ottobre 1998), è un calciatore francese, difensore del Bayern Monaco e della nazionale francese, con cui è diventato vicecampione del mondo nel 2022 e ha vinto la UEFA Nations League 2020-2021.

## Caratteristiche tecniche
Talento precoce, viene considerato come uno dei migliori giocatori al mondo della sua annata. Difensore centrale dal fisico imponente, abile in marcatura, è bravo nel gioco aereo e negli anticipi difensivi. Sa impostare l'azione ed è in possesso di un buon controllo palla; ciò gli permette di essere schierato anche come mediano. Per le sue caratteristiche è stato paragonato a Mats Hummels e al connazionale Raphaël Varane.

## Carriera

### Club
Nato in Francia in una famiglia originaria della Guinea-Bissau, si formò nel Valenciennes e nel 2015 fu tesserato dal club austriaco del Salisburgo che lo girò in prestito al Liefering, in Erste Liga, dove ha collezionato le prime presenze tra i professionisti.
Tornato a Salisburgo a gennaio 2016, in due mezze stagioni sportive ha avuto modo di debuttare sia nella massima serie austriaca che nelle coppe europee, contribuendo alla vittoria di campionato e coppa nazionale.
Nel gennaio 2017 si è trasferito ai tedeschi del RB Lipsia, altra squadra di proprietà della Red Bull, squadra in cui milita per quattro stagioni e mezzo.
Il 14 febbraio 2021 viene annunciato il suo passaggio al Bayern Monaco, a partire dal 1º luglio successivo, per il corrispettivo di 42,5 milioni di euro, pari al valore della clausola rescissoria prevista nel suo contratto.

## Carriera internazionale
Upamecano ha giocato per la squadra Nazionale Under-16 di calcio della Francia che ha concluso al terzo posto nella Aegean Cup 2014. Ha giocato in tre delle quattro partite della sua nazionale ed è stato nominato miglior difensore della competizione. Successivamente si è trasferito nella squadra Nazionale Under-17 di calcio della Francia, debuttando in una partita di qualificazione al Campionato Europeo Under-17 contro Cipro il 27 ottobre 2014. La Francia ha vinto il Campionato Europeo Under-17, con Upamecano che ha giocato tutte le sei partite della sua nazionale ed è stato incluso nella squadra del torneo. Ha fatto il suo debutto nella squadra Nazionale Under-18 di calcio della Francia in un pareggio per 0-0 in un'amichevole contro gli under-18 degli Stati Uniti il 4 settembre 2015.
Il 23 marzo 2018 fa il suo esordio con la nazionale Under-21 francese in una partita di qualificazione agli Europei del 2019, vinta per 3-0 in trasferta contro il Kazakistan. Nel giugno 2019, viene convocato dal CT Ripoll per l'Europeo U-21, dove ottiene con la Francia Under-21 il terzo posto finale nella competizione.
Upamecano ha fatto il suo debutto nella nazionale francese il 5 settembre 2020, iniziando in una partita del girone della UEFA Nations League contro la Svezia. Tre giorni dopo, l'8 settembre, ha segnato il suo primo gol internazionale in una vittoria per 4-2 contro la Croazia.
Upamecano ha giocato un ruolo fondamentale nella Coppa del Mondo FIFA 2022, iniziando in cinque delle sette partite della Francia. Ciò include aver giocato l'intera durata dei 120 minuti nella Finale del campionato mondiale di calcio 2022, che si è conclusa con una sconfitta per 3-3 ai rigori contro l'Argentina.

## Statistiche

### Presenze e reti nei club
Statistiche aggiornate al 16 agosto 2024.
| Stagione             | Squadra              | Campionato           | Campionato | Campionato | Coppe nazionali | Coppe nazionali | Coppe nazionali | Coppe continentali | Coppe continentali | Coppe continentali | Altre coppe | Altre coppe | Altre coppe | Totale | Totale |
| Stagione             | Squadra              | Comp!                | Pres!      | Reti       | Comp!           | Pres!           | Reti            | Comp!              | Pres!              | Reti               | Comp!       | Pres!       | Reti        | Pres!  | Reti   |
| -------------------- | -------------------- | -------------------- | ---------- | ---------- | --------------- | --------------- | --------------- | ------------------ | ------------------ | ------------------ | ----------- | ----------- | ----------- | ------ | ------ |
| 2015-gen. 2016       | Liefering            | EL                   | 16         | 0          | -               | -               | -               | -                  | -                  | -                  | -           | -           | -           | 16     | 0      |
| gen.-giu. 2016       | Salisburgo           | BL                   | 2          | 0          | CA              | 0               | 0               | UCL+UEL            | -                  | -                  | -           | -           | -           | 2      | 0      |
| 2016-gen. 2017       | Salisburgo           | BL                   | 15         | 0          | CA              | 1               | 0               | UCL+UEL            | 1+4                | 0                  | -           | -           | -           | 21     | 0      |
| Totale Salisburgo    | Totale Salisburgo    | Totale Salisburgo    | 17         | 0          |                 | 1               | 0               |                    | 5                  | 0                  |             | -           | -           | 23     | 0      |
| gen.-giu. 2017       | RB Lipsia            | BL                   | 12         | 0          | CG              | -               | -               | -                  | -                  | -                  | -           | -           | -           | 12     | 0      |
| 2017-2018            | RB Lipsia            | BL                   | 28         | 3          | CG              | 2               | 0               | UCL+UEL            | 5+6                | 0                  | -           | -           | -           | 41     | 3      |
| 2018-2019            | RB Lipsia            | BL                   | 15         | 0          | CG              | 3               | 0               | UEL                | 4                  | 0                  | -           | -           | -           | 22     | 0      |
| 2019-2020            | RB Lipsia            | BL                   | 28         | 0          | CG              | 2               | 0               | UCL                | 8                  | 0                  | -           | -           | -           | 38     | 0      |
| 2020-2021            | RB Lipsia            | BL                   | 29         | 1          | CG              | 5               | 0               | UCL                | 7                  | 0                  | -           | -           | -           | 41     | 1      |
| Totale RB Lipsia     | Totale RB Lipsia     | Totale RB Lipsia     | 112        | 4          |                 | 12              | 0               |                    | 30                 | 0                  |             | -           | -           | 154    | 4      |
| 2021-2022            | Bayern Monaco        | BL                   | 28         | 1          | CG              | 1               | 0               | UCL                | 8                  | 0                  | SG          | 1           | 0           | 40     | 1      |
| 2022-2023            | Bayern Monaco        | BL                   | 29         | 0          | CG              | 3               | 1               | UCL                | 10                 | 0                  | SG          | 1           | 0           | 43     | 1      |
| 2023-2024            | Bayern Monaco        | BL                   | 25         | 1          | CG              | 0               | 0               | UCL                | 7                  | 0                  | SG          | 1           | 0           | 33     | 1      |
| 2024-2025            | Bayern Monaco        | BL                   | 2          | 2          | CG              | 1               | 0               | UCL                | 0                  | 0                  | -           | -           | -           | 3      | 2      |
| Totale Bayern Monaco | Totale Bayern Monaco | Totale Bayern Monaco | 84         | 4          |                 | 5               | 1               |                    | 25                 | 0                  |             | 3           | 0           | 119    | 5      |
| Totale carriera      | Totale carriera      | Totale carriera      | 229        | 8          |                 | 18              | 1               |                    | 62                 | 0                  |             | 3           | 0           | 312    | 9      |

### Cronologia presenze e reti in nazionale
| Cronologia completa delle presenze e delle reti in nazionale ― Francia | Cronologia completa delle presenze e delle reti in nazionale ― Francia | Cronologia completa delle presenze e delle reti in nazionale ― Francia | Cronologia completa delle presenze e delle reti in nazionale ― Francia | Cronologia completa delle presenze e delle reti in nazionale ― Francia | Cronologia completa delle presenze e delle reti in nazionale ― Francia | Cronologia completa delle presenze e delle reti in nazionale ― Francia | Cronologia completa delle presenze e delle reti in nazionale ― Francia |
| Data                                                                   | Città                                                                  | In casa                                                                | Risultato                                                              | Ospiti                                                                 | Competizione                                                           | Reti                                                                   | Note                                                                   |
| ---------------------------------------------------------------------- | ---------------------------------------------------------------------- | ---------------------------------------------------------------------- | ---------------------------------------------------------------------- | ---------------------------------------------------------------------- | ---------------------------------------------------------------------- | ---------------------------------------------------------------------- | ---------------------------------------------------------------------- |
| 5-9-2020                                                               | Solna                                                                  | Svezia                                                                 | 0 – 1                                                                  | Francia                                                                | UEFA Nations League 2020-2021 - 1º turno                               | -                                                                      | 3’                                                                     |
| 8-9-2020                                                               | Saint-Denis                                                            | Francia                                                                | 4 – 2                                                                  | Croazia                                                                | UEFA Nations League 2020-2021 - 1º turno                               | 1                                                                      |                                                                        |
| 7-10-2020                                                              | Saint-Denis                                                            | Francia                                                                | 7 – 1                                                                  | Ucraina                                                                | Amichevole                                                             | -                                                                      | 46’                                                                    |
| 10-10-2021                                                             | Milano                                                                 | Spagna                                                                 | 1 – 2                                                                  | Francia                                                                | UEFA Nations League 2020-2021 - Finale                                 | -                                                                      | 43’                                                                    |
| 13-11-2021                                                             | Parigi                                                                 | Francia                                                                | 8 – 0                                                                  | Kazakistan                                                             | Qual. Mondiali 2022                                                    | -                                                                      |                                                                        |
| 16-11-2021                                                             | Helsinki                                                               | Finlandia                                                              | 0 – 2                                                                  | Francia                                                                | Qual. Mondiali 2022                                                    | -                                                                      |                                                                        |
| 25-9-2022                                                              | Copenaghen                                                             | Danimarca                                                              | 2 – 0                                                                  | Francia                                                                | UEFA Nations League 2022-2023 - 1º turno                               | -                                                                      |                                                                        |
| 22-11-2022                                                             | Al Wakrah                                                              | Francia                                                                | 4 – 1                                                                  | Australia                                                              | Mondiali 2022 - 1º turno                                               | -                                                                      |                                                                        |
| 26-11-2022                                                             | Doha                                                                   | Francia                                                                | 2 – 1                                                                  | Danimarca                                                              | Mondiali 2022 - 1º turno                                               | -                                                                      |                                                                        |
| 4-12-2022                                                              | Doha                                                                   | Francia                                                                | 3 – 1                                                                  | Polonia                                                                | Mondiali 2022 - Ottavi di finale                                       | -                                                                      |                                                                        |
| 10-12-2022                                                             | Al Khor                                                                | Inghilterra                                                            | 1 – 2                                                                  | Francia                                                                | Mondiali 2022 - Quarti di finale                                       | -                                                                      |                                                                        |
| 18-12-2022                                                             | Lusail                                                                 | Argentina                                                              | 3 – 3 dts (4 – 2 dtr)                                                  | Francia                                                                | Mondiali 2022 - Finale                                                 | -                                                                      |                                                                        |
| 24-3-2023                                                              | Saint-Denis                                                            | Francia                                                                | 4 – 0                                                                  | Paesi Bassi                                                            | Qual. Euro 2024                                                        | 1                                                                      | 90+4’                                                                  |
| 27-3-2023                                                              | Dublino                                                                | Irlanda                                                                | 0 – 1                                                                  | Francia                                                                | Qual. Euro 2024                                                        | -                                                                      |                                                                        |
| 19-6-2023                                                              | Saint-Denis                                                            | Francia                                                                | 1 – 0                                                                  | Grecia                                                                 | Qual. Euro 2024                                                        | -                                                                      |                                                                        |
| 7-9-2023                                                               | Parigi                                                                 | Francia                                                                | 2 – 0                                                                  | Irlanda                                                                | Qual. Euro 2024                                                        | -                                                                      |                                                                        |
| 18-11-2023                                                             | Nizza                                                                  | Francia                                                                | 14 – 0                                                                 | Gibilterra                                                             | Qual. Euro 2024                                                        | -                                                                      | 81’                                                                    |
| 23-3-2024                                                              | Lione                                                                  | Francia                                                                | 0 – 2                                                                  | Germania                                                               | Amichevole                                                             | -                                                                      |                                                                        |
| 5-6-2024                                                               | Metz                                                                   | Francia                                                                | 3 – 0                                                                  | Lussemburgo                                                            | Amichevole                                                             | -                                                                      | 46’                                                                    |
| 9-6-2024                                                               | Bordeaux                                                               | Francia                                                                | 0 – 0                                                                  | Canada                                                                 | Amichevole                                                             | -                                                                      | 62’                                                                    |
| 17-6-2024                                                              | Düsseldorf                                                             | Austria                                                                | 0 – 1                                                                  | Francia                                                                | Euro 2024 - 1º turno                                                   | -                                                                      |                                                                        |
| 21-6-2024                                                              | Lipsia                                                                 | Paesi Bassi                                                            | 0 – 0                                                                  | Francia                                                                | Euro 2024 - 1º turno                                                   | -                                                                      |                                                                        |
| 25-6-2024                                                              | Dortmund                                                               | Francia                                                                | 1 – 1                                                                  | Polonia                                                                | Euro 2024 - 1º turno                                                   | -                                                                      |                                                                        |
| 1-7-2024                                                               | Düsseldorf                                                             | Francia                                                                | 1 – 0                                                                  | Belgio                                                                 | Euro 2024 - Ottavi di finale                                           | -                                                                      |                                                                        |
| 5-7-2024                                                               | Amburgo                                                                | Portogallo                                                             | 0 – 0 dts (3 – 5 dtr)                                                  | Francia                                                                | Euro 2024 - Quarti di finale                                           | -                                                                      |                                                                        |
| 9-7-2024                                                               | Monaco di Baviera                                                      | Spagna                                                                 | 2 – 1                                                                  | Francia                                                                | Euro 2024 - Semifinale                                                 | -                                                                      |                                                                        |
| 9-9-2024                                                               | Lione                                                                  | Francia                                                                | 2 – 0                                                                  | Belgio                                                                 | UEFA Nations League 2024-2025 - 1º turno                               | -                                                                      |                                                                        |
| 14-11-2024                                                             | Saint-Denis                                                            | Francia                                                                | 0 – 0                                                                  | Israele                                                                | UEFA Nations League 2024-2025 - 1º turno                               | -                                                                      |                                                                        |
| 20-3-2025                                                              | Spalato                                                                | Croazia                                                                | 2 – 0                                                                  | Francia                                                                | UEFA Nations League 2024-2025 - Quarti di finale                       | -                                                                      | 46’ 75’                                                                |
| 23-3-2025                                                              | Saint-Denis                                                            | Francia                                                                | 2 – 0 dts (5 – 4 dtr)                                                  | Croazia                                                                | UEFA Nations League 2024-2025 - Quarti di finale                       | -                                                                      |                                                                        |
| Totale                                                                 |                                                                        | Presenze                                                               | 30                                                                     |                                                                        | Reti                                                                   | 2                                                                      |                                                                        |

## Palmarès

### Club
- Campionato austriaco: 1

Salisburgo: 2015-2016
- Coppa d'Austria: 1

Salisburgo: 2015-2016
- Supercoppa di Germania: 3

Bayern Monaco: 2021, 2022, 2025
- Campionato tedesco: 3

Bayern Monaco: 2021-2022, 2022-2023, 2024-2025

### Nazionale
- Campionato europeo di calcio Under-17: 1

Bulgaria 2015
- UEFA Nations League: 1

2020-2021

### Individuale
- Squadra della stagione della UEFA Champions League: 1

2019-2020